# Kemulariella caucasica
Kemulariella caucasica là một loài thực vật có hoa trong họ Cúc. Loài này được (Willd.) Tamansch. mô tả khoa học đầu tiên năm 1959.